# Malala Yousafzai
Malala Yousafzai (født 12. juli 1997) er en pakistansk nobelprisvinder, menneskerettighedsforkæmper, feminist og blogger, der fra hun var barn har kæmpet for rettigheder til pakistanske kvinder og pigers ret til uddannelse. Yousafzai fik som den første Pakistans National Youth Peace Prize.
I sommeren 2010 filmede en amerikansk journalist for New York Times en dokumentar om den dengang kun 13-årige Yousafzai, efter hun var blevet berømt for i flere år at skrive en blog om Talibans modstand mod undervisning af pakistanske piger.
To år senere, den 9. oktober 2012, blev Yousafzai skudt i hovedet ved et attentat begået af Taliban, da hun var på vej hjem med skolebussen. Hun blev indlagt på et hospital i Pakistan  og siden overflyttet til et hospital i Birmingham for at modtage behandling.
Efter attentatet forblev Yousafzai i Birmingham, hvor hun gik på Edgbaston High School (2013-2017) og efterfølgende på Oxford University, hvorfra hun i 2020 fik en bachelor i filosofi, politik og økonomi.
9. november 2021 offentliggjorde Yousafzai via Instagram, at hun havde giftet sig ved en privat ceremoni i Birmingham

## Priser
Malala Yousafzai blev i 2013 tildelt Sakharov-prisen.
Hun blev i 2013 tillige nomineret til Nobels Fredspris for sin utrættelige kamp for pigers ret til at gå i skole og var af mange anset som favorit til at modtage prisen, der dog i stedet blev tildelt Organisationen for Forbud mod Kemiske Våben (OPCW).
Den 10. oktober 2014 blev Malala Yousafzai tildelt Nobels fredspris. Malala er dermed den yngste prismodtager nogensinde.